# ما وراء الطبيعة
ما وراء الطبيعة أو الماورائيات أو الميتافيزيقا (بالإنجليزية: Metaphysics) هو فرع من الفلسفة يدرس جوهر الأشياء. يشمل ذلك أسئلة الوجود والصيرورة والكينونة والواقع. تشير كلمة الطبيعة هنا إلى طبيعة الأشياء مثل سببها والغرض منها. بعد ذلك تدرس ما وراء الطبيعة أسئلة عن الأشياء بالإضافة إلى طبيعتها، خاصة جوهر الأشياء وجودة كينونتها. تسعى ما وراء الطبيعة في صورة مجردة عامة- إلى الإجابة على هذه الأسئلة:
1. ماذا هنالك؟
2. ما صورته؟

تشمل المواضيع التي تبحث ما وراء الطبيعة فيها كلا من الوجود، والأشياء وخواصها، والمكان والزمان، والسبب والنتيجة، والاحتمالية.

## الأساس المعرفي
مثل الرياضيات، نظرية المعرفة هي دراسة غير تجريبية والتي تتم باستخدام التفكير التحليلي فقط. مثل الرياضيات التأسيسية (والتي تعتبر حالة خاصة من ما وراء الطبيعة مطبقة على وجود الأرقام)، تحاول ما وراء الطبيعة أن تقدم اعتبارا متسقا لهيكل العالم قادرا على تفسير إدراكنا اليومي والعلمي للعالم، وخاليا من التناقضات. في الرياضيات، هناك العديد من الطرق لتعريف الأرقام، بنفس الطريقة في ما وراء الطبيعة هناك العديد من الطرق لتعريف الأشياء والخواص والمفاهيم والكينونات الأخرى التي تكون العالم. في حين قد تدرس ما وراء الطبيعة –كحالة خاصة- بعض الكينونات التي يفترضها العلم الأساسي كالذرات والأوتار الفائقة، إلا أن لب موضوعها هو تصنيفات مثل الأشياء والخواص والسببية التي تفترضها هذه العلوم الأساسية. على سبيل المثال: ادعاء أن «للإلكترون شحنة» هي نظرية علمية، بينما دراسة معنى وجود الإلكترون كأحد «الأشياء»، وكون الشحنة أحد «الخواص»، ووجود كل منهما في كينونة طوبولوجية تسمى «المكان» كل ذلك هي مهمة ما وراء الطبيعة.
هناك موقفان واسعان تدرسهما ما وراء الطبيعة عن ما هو «العالم». تفترض الرؤية الكلاسيكية القوية أن الأشياء التي تدرسها ما وراء الطبيعة توجد بشكل مستقل عن أي راصد، بحيث أن الشيء هو أساس كل العلوم. تفترض الرؤية الحديثة الضعيفة أن الأشياء التي تدرسها ما وراء الطبيعة توجد داخل عقل الراصد، بحيث يصبح الشيء نوعا من الاستبطان والتحليل الفلسفي. يناقش بعض الفلاسفة -مثل كانط- كل من «العالمين» وما يمكن استنتاجه من كل منهما. يرفض بعض الفلاسفة –كفلاسفة الوضعية المنطقية- وبعض العلماء الرؤية القوية لما وراء الطبيعة لكونها بلا معنى ولا يمكن إثباتها. يجيب البعض بأن هذا الانتقاد قد ينطبق على أي نوع من المعرفة –بما في ذلك العلم التجريبي- والذي يدعي وصف كل شيء ما عدا أمور الإدراك الإنساني، لذا فإن عالم الإدراك هو العالم الحسي بطريقة ما. تفترض ما وراء الطبيعة نفسها أن بعض المواقف طُرحت على هذه الأسئلة وأنها قد تستمر بصورة مستقلة عن الاختيار، حيث أن سؤال أي المواقف يجب أخذها ينتمي إلى فرع آخر من الفلسفة هو نظرية المعرفة.

## الأسئلة المركزية

### علم الوجود
علم الوجود هو الدراسة الفلسفية لطبيعة الكينونة والصيرورة والوجود والواقع، بالإضافة إلى المقولات الرئيسية وعلاقاتها. يُعد علم الوجود لب ما وراء الطبيعة حيث أنه يتعامل مع الأسئلة حول ما هي الكيانات الموجودة، أو التي قد توجد، وما هي الكيانات التي يمكن تصنيفها في سلسلة مراتب طبقا للتشابهات والاختلافات بينها.

### الهوية والتغيير
الهوية هي قضية هامة في ما وراء الطبيعة. يبحث فلاسفة ما وراء الطبيعة المشغولون بالهوية في سؤال ما معنى أن يكون للشيء هوية بالنسبة لذاته، أو بصورة أكثر جدلا بالنسبة لغيره. تظهر قضايا الهوية في سياق الوقت: ما معنى أن يكون الشيء نفسه في لحظتين من الزمن؟ كيف نعتمد على ذلك؟ يظهر سؤال آخر عن الهوية عندما نسأل كيف يجب أن تكون معاييرنا من أجل تحديد الهوية؟ وكيف تتفاعل حقيقة الهوية مع التعبيرات اللغوية؟
تحمل مواقف ما وراء الطبيعة التي يحملها الفرد بخصوص الهوية تضمينات على بعض القضايا مثل قضية العقل والجسد، والهوية الشخصية، والأخلاق، والقانون.
أخذ اليونانيون القدماء مواقف متطرفة بخصوص طبيعة التغير. أنكر بارمينيدس التغير كلية، بينما جادل هيراقليطس أن التغير موجود في كل مكان قائلا: «لا تستطيع أن تنزل في نفس النهر مرتين.»
الهوية –ويطلق عليها أحيانا الهوية العددية- هي علاقة «الشيء» بذاته، والتي لا يحملها «الشيء» تجاه أي شيء آخر غير ذاته.
لايبنتس هو أحد الفلاسفة المعاصرين الذين لهم تأثير دائم على فلسفة الهوية، والذي وضع قانون لا تميز التعبيرات المتطابقة والذي لا يزال يُستخدم حتى اليوم. ينص القانون على أنه إذا كان شيء ما س مطابقا لشيء آخر ص، فإن أي خاصية يحملها س لا بد أن يحملها ص.
إلا أنه يبدو أن الأشياء تتغير مع مرور الوقت. إذا نظر شخص ما إلى شجرة في يوم ما، ثم فقدت الشجرة ورقة من أوراقها، فإن هذا الشخص لا يزال ينظر إلى نفس الشجرة. هناك نظريتان متنافستان بخصوص العلاقة بين التغير والهوية هما التدرجية والتي تعامل الشجرة كسلسلة من مراحل الشجرة، والثباتية والتي تعتبر الشجرة كائنا حيا –نفس الشجرة- موجودا في كل مراحل الشجرة عبر حياتها.

### المكان والزمان
تظهر الأشياء إلينا في مكان وزمان، بينما لا تفعل ذلك الكينونات المجردة مثل التصنيفات والخواص والعلاقات. ماذا إذا نعني بالمكان والزمان حتى يقوما بهذه الوظيفة كأرضية للأشياء؟ هل المكان والزمان كينونات خاصة بصورة ما، أم أنه يجب أن يتواجدا قبل وجود الكينونات؟ كيف يمكن تعريفهما بدقة؟ على سبيل المثال، إذا عرّفنا الوقت بأنه «معدل التغير» فهل هذا يعني أنه لا بد من تغير شيء ما لكي يوجد الوقت؟

### العلية
اعترفت الفلسفة الكلاسيكية بعدد من الأسباب مثل أسباب المستقبل الغائية. في النسبية الخاصة ونظرية المجال الكمومي تصبح أفكار المكان والزمان والسببية متداخلة معا حيث تصبح الرتب الزمنية للسببية معتمدة على الراصد لها. قوانين الفيزياء متجانسة في الزمان، لذا يمكن أن تستخدم لتصف الزمان بأنه يجري للخلف. إذا لماذا ندرك الزمان بأنه يتدفق في اتجاه واحد ومع احتوائه على السببية ندرك أنها تتدفق معه في نفس الاتجاه؟
يرجع معظم الفلاسفة السببية إلى مفهوم الواقع المضاد. أن تقول أن أ سبب ب فهذا يعني أنه إن لم يحدث أ فإن ب لم يكن ليحدث.
السببية مطلوبة غالبا كأساس لفلسفة العلم، إذا هدف العلم إلى فهم الأسباب والنتائج والقيام بتوقعات حولها.

### الضرورة والإمكانية
يدرس فلاسفة ما وراء الطبيعة سؤال كيف كان يمكن أن يكون العالم. أثبت ديفيد لويس في كتاب «حول كثرة العوالم» فكرة تسمى الواقعية الصورية الحسية والتي طبقا لها فإن الحقائق حول كيف كان من الممكن أن تكون الأشياء تصبح حقيقة من خلال عوالم حسية أخرى –مثل عالمنا- حيث توجد فيها الأشياء بشكل مختلف. تعامل فلاسفة آخرون مثل غوتفريد لايبنتس مع فكرة إمكانية العوالم أيضا. تعني نظرية الضرورة أن أي حقيقة ضرورية هي صحيحة في كل العوالم الممكنة. الحقيقة الممكنة هي صحيحة في بعض العوالم الممكنة، حتى وإن لم تكن كذلك في العالم الحقيقي. على سبيل المثال، كان من الممكن أن يكون للقطط ذيلان، أو ألا يتواجد أي تفاح. في المقابل، تبدو بعض الصفات ضرورية مثل التمييز التحليلي الاصطناعي. على سبيل المثال «كل العزاب غير متزوجين». المثال المحدد حول كون الحقيقة التحليلية ضرورية هو شيء غير مقبول لكل الفلاسفة. أحد الآراء الأقل جدلا هي أن الهوية الذاتية ضرورية حيث تبدو أنها مرتبطة ارتباطا أساسيا بادعاء أن س غير متماثلة مع نفسها. يعرف هذا باسم قانون الهوية وهو مبدأ أولي مفترض. يصف أرسطو مبدأ عدم التناقض قائلا: «من المستحيل أن تنتمي الصفة ولا تنتمي في نفس الوقت لشيء ما... هذا هو المبدأ الأكثر تأكيدا... لذلك قد يشير الشارحون إلى ذلك بأنه الرأي الأمثل. لأنه بطبيعته مصدر كل المسلمات الأخرى.»

## الأسئلة الفرعية
تغير ما هو مركزي وما هو فرعي في ما وراء الطبيعة مع مرور الوقت ومع اختلاف المدارس. إلا أن الفلسفة التحليلية المعاصرة كما تُدرس في الولايات المتحدة الأمريكية وفي المملكة المتحدة تعتبر ما سبق "مركزيا" وتعتبر التالي "تطبيقات" أو مواضيع "فرعية، وفي بعض الحالات تعتبرها مواضيع منفصلة تطورت من ما وراء الطبيعة ولا تزال تعتمد عليها.

### علم الكون وعلم أصل الكون
علم كون ما وراء الطبيعة هو أحد فروع ما وراء الطبيعة التي تتعامل مع العالم كمجموع كل الظواهر في المكان والزمان. تاريخيا كون جزءا كبيرا من الموضوع بجانب علم الوجود، على الرغم من أن دوره أكثر فرعية في الفلسفة المعاصرة. لعلم الكون مجال واسع، وتأسس في كثير من الحالات في الدين. لم يفرق الإغريق بين هذا الاستخدام وبين نموذجهم للكون. إلا أنه في الوقت المعاصر يتعامل مع أسئلة عن الكون والتي تتخطى مجال العلوم الفيزيائية. يختلف علم الكون ما وراء الطبيعة عن علم كون الأديان في أنه يتعامل مع هذه الأسئلة مستخدما الطرق الفلسفية (مثل الجدلية).
يتعامل علم أصل الكون خاصة مع منشأ الكون. يحاول علم الكون وعلم أصل الكون توجيه أسئلة مثل:
- ما هو أصل الكون؟ ما هو سببه الأول؟ هل وجود الكون ضروري؟ (انظر أحادية، واحدية، خلقية)
- ما هي المكونات المادية العليا للكون؟ (انظر ميكانيكية)
- ما هو السبب الأسمى لوجود الكون؟ هل للكون غرض ما؟ (انظر غائية)

### العقل والمادة

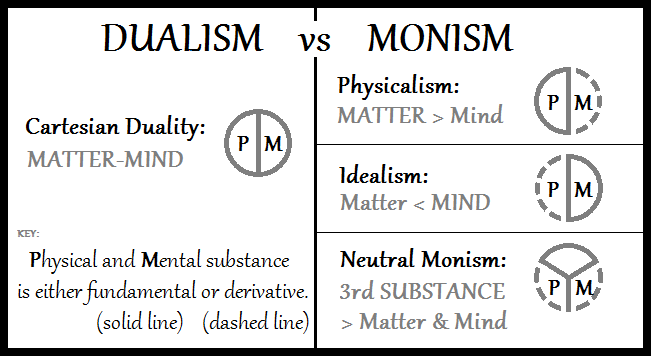
طرق متعددة في حل قضية العقل والجسد

البحث في وجود العقل في عالم مكون من المادة هي قضية خاصة بما وراء الطبيعة، وهي قضية كبيرة وهامة لدرجة أنه أصبح لها موضوع دراسة خاص بها هو فلسفة العقل.
الثنائية الديكارتية هي نظرية كلاسيكية والتي تنص على أن الجسد والعقل مختلفان جوهريا، مع تميز العقل بالصفات التي كانت تُنسب تقليديا إلى الروح، مما يخلق لغزا عقليا عن كيفية تفاعل الاثنين معا. تنص نظرية المثالية على أن الأشياء المادية لا تتواجد إلا إذا أدركناها وتتواجد كإدراكات فقط. الروحية الشاملة والروحية التجريبية هما نظريتان ينصان على أن كل شيء هو عقل أو يمتلك عقلا بدلا من وجود الشيء داخل العقل. تنص الأحادية المحايدة على أن الوجود يتكون من عنصر واحد غير عقلي ولا مادي، ولكن لديه القدرة على الظهور في صورة عقلية أو مادية أو له صفاتهما معا وبالتالي تشير إلى الثنائية الديكارتية. في آخر قرن، كانت النظريات المستقاة من العلم هي النظريات المهيمنة مثل المادية ونظرية هوية العقل والأحادية الشاذة والوظائفية والفيزيائية والمادية الإقصائية ومثنوية الخصائص والظاهراتية المصاحبة ونظرية التولد.

### الحتمية وحرية الإرادة
الحتمية هي الافتراض الفلسفي بأن كل الأحداث –بما في ذلك إدراك وقرارات وأفعال البشر- هي محتومة سببيا بسلسلة لا تنكسر من الأحداث السابقة. تفترض النظرية أنه لا شيء يحدث إلا وهو حتمي بالفعل. النتيجة الرئيسية لافتراض الحتمية هو أنها تطعن في حرية الإرادة.
قضية حرية الإرادة هي قضية ما إذا كان الأفراد العقلانيون يتمتعون بقدر من التحكم في أفعالهم وقراراتهم. تتطلب دراسة هذه القضية فهم العلاقة بين الحرية والسببية، وتحديد ما إذا كانت قوانين الطبيعة حتمية سببيا. يرى بعض الفلاسفة المعروفون باسم الحتميين أن الحتمية وحرية الإرادة مرتبطان حصريا. إذا آمنوا بالحتمية، فلا بد أن يعتبروا حرية الإرادة وهما، وهو الموقف المعروف باسم الحتمية الصلبة. يتراوح المقترحون من باروخ سبينوزا إلى تيد هونديريخ.
يعتقد الآخرون الذين يطلق عليهم التوافقيين أنه يمكن التوافق بين الفكرتين بشكل متماسك. من أتباع هذه الفكرة توماس هوبز والعديد من الفلاسفة المعاصرين مثل جون مارتن فيشر.
يُطلق على غير التوافقيين الذين يقبلون حرية الإرادة ولكن يرفضون الحتمية اسم فلاسفة الحرية. من أهم المدافعين المعاصرين عن هذه النظرية ألفين بلانتنينغا وروبيرت كين.

### التصنيفات الطبيعية والاجتماعية
تعود أول أنواع تصنيفات التكوين الاجتماعي إلى أفلاطون في محاورة فيدروس، حيث يدعي أن نظام التصنيف الطبيعي يبدو كما لو كان «يشكل الطبيعة في أوصالها». في المقابل، طعن بعض الفلاسفة اللاحقين أمثال ميشال فوكو وخورخي لويس بورخيس في قدرة التصنيفات الطبيعية والاجتماعية. في مقالة «اللغة التحليلية لجون ويكينز»، يجعلنا بروخيس نتخيل موسوعة ما تنقسم فيها الحيوانات إلى (أ) الحيوانات المنتمية إلى الإمبراطور، (ب) الحيوانات المحنطة، (ج) الحيوانات المدربة.. وهكذا، من أجل إظهار التباس التصنيفات الطبيعية والاجتماعية. طبقا لمؤلفة ما وراء الطبيعة أليسا ناي: «سبب إثارة كل ذلك هو وجود اختلاف في ما وراء الطبيعة بين نظام بورجيس وبين نظام أفلاطون». الاختلاف ليس واضحا إلا أن التصنيفات تحاول تشكيل الكينونات طبقا للتفرقة المادية بينما لا يفعل الآخرون ذلك. طبقا لكواين، فإن هذه الفكرة مرتبطة بشكل وثيق بفكرة التشابه.

### العدد
هناك عدة طرق لتشكيل فكرة العدد في نظريات ما وراء الطبيعة. تنص نظريات أفلاطون على أن العدد كصنف رئيسي في ذاته. يعتبر الآخرون العدد كخاصية لكينونة تسمى «المجموعة» والتي تتكون من كينونات أخرى، أو أنها علاقة بين عدة مجموعات من الكينونات، مثل أن «الرقم أربعة هو مجموع كل الأشياء الرباعية». تنطبق العديد من الجدالات حول الكونيات على دراسة العدد، وتتمتع بأهمية كبيرة بسبب مركزها كأساس لفلسفة الرياضيات وللرياضيات نفسها.

### ما وراء الطبيعة التطبيقية
على الرغم من أن ما وراء الطبيعة افتراضية كثيرًا كمبادرة فلسفية، إلا أنه لها تطبيقات عملية في معظم فروع الفلسفة الأخرى والعلوم وحاليا تكنولوجيا المعلومات. تتطلب هذه المجالات غالبا معرفة أساسيات علم الوجود (مثل نظام الأشياء والخواص والتصنيفات والزمكان) بالإضافة إلى مواقف ما ورائية عن مواضيع مثل السببية والإنابة، ومن ثم بناء نظرياتهم الخاصة على ذلك.
في العلوم على سبيل المثال، نجد أن بعض النظريات مبنية على افتراض وجودي للأشياء وخواصها (مثل احتواء الإلكترونات على شحنة) بينما ترفض نظريات أخرى الأشياء تماما (مثل نظريات المجال الكمومي حيث تصبح «الإلكترونية» خاصية للزمكان بدلا من الأشياء). بعض النظريات العلمية مثل قانون نيوتن الثاني «ع=ق ك» مبنية على موقف واقعي عن السببية والإنابة. يقول القانون أن الشيء قد يسبب حركة (ع) لكتلة ما (ك) عن طريق فرض قوة (ق). بعض النظريات الأخرى مثل نظرية النسبية لأينشتاين هي نظرية حتمية وتفتقد للأسباب والإنابة.
تتطلب كل فروع الفلسفة «الاجتماعية» مثل فلسفة الأخلاق وفلسفة الجمال وفلسفة الدين (والتي تؤدي إلى ظهور بعض المواضيع العملية مثل الأخلاق والسياسية والقانون والفن) أسسا ما ورائية، والتي قد تُعتبر فروعا أو تطبيقات لما وراء الطبيعة. على سبيل المثال، قد تنص على وجود بعض الكينونات الأساسية مثل القيم والجمال والإله على التوالي. ثم تستخدم هذه الكينونات لإقامة حججهم الخاصة حول الظروف الناتجة منهم. عندما يضع الفلاسفة أسسهم في هذه المواضيع فإنهم يمارسون ما وراء الطبيعة التطبيقية، وقد يبنون على مواضيعها المحورية وطرقها لكي ترشدهم، بما في ذلك علم الوجود وغيره من المواضيع الفرعية. كما في العلوم، ستعتمد الأسس المختارة بالتالي على علم الوجود المستخدم، لذا قد يكون على الفلاسفة في هذه المواضيع أن يبحثوا بعمق في الطبقة الوجودية لما وراء الطبيعة لاكتشاف الممكن لنظرياتهم. على سبيل المثال، قد يكون التناقض في نظرية عن الله أو الجمال بسبب افتراض أنها أشياء بدلا من كينونات وجودية أخرى.

## العلاقة بين ما وراء الطبيعة والعلم
قبل تاريخ العلم الحديث، كانت الأسئلة العلمية جزءًا من الفلسفة الطبيعية. إلا أن المنهج العلمي حول الفلسفة الطبيعية إلى دليل تجريبي مشتق من التجربة، على عكس باقي فروع الفلسفة. بحلول نهاية القرن الثامن عشر، أصبح يُطلق على الفلسفة الطبيعية اسم «علم» للتفريق بينها وبين الفلسفة. بعد ذلك، أدخلت ما وراء الطبيعة التحقيقات الفلسفية للشخصية غير التجريبية في طبيعة الوجود.
استمرت ما وراء الطبيعة في سؤال «لماذا» بعد تخلي العلم عنه. على سبيل المثال، تعتمد أي نظرية فيزيائية أساسية على مجموعة من البديهيات، والتي قد تفترض وجود بعض الكيانات مثل الذارت والجزيئات والقوة والشحنة والكتلة والمجالات. التعبير عن هذه الافتراضات هي «غاية» النظرية العلمية. تأخذ ما وراء الطبيعة هذه الافتراضات وتبحث في معناها كمفاهيم إنسانية. على سبيل المثال، هل تتطلب النظريات الفيزيائية وجود الزمان والمكان والأشياء والخواص؟ أم من الممكن التعبير عنها باستخدام الأشياء فقط أو الخواص فقط؟ على الأشياء الاحتفاظ بهويتها مع مرور الوقت أم أنها تتغير؟ هل يمكن إعادة صياغة النظريات من خلال تحويل الخواص والسمات (مثل «الأحمر») إلى كينونات (مثل الإحمرار أو مجالات الحُمرة) أو عمليات («يحدث بعض الإحمرار هناك» هي جملة بشرية تُستخدم أحيانا بدلا من استخدام الخواص). هل التفرقة بين الأشياء والخواص أساسية للعالم الفيزيائي أم لإدراكنا لها؟
انصبت كثير من الأعمال الحديثة على تحليل دور ما وراء الطبيعة في التنظير العلمي. قاد ألكسندر كويري هذه الحركة، حيث أعلن في كتابه ما وراء الطبيعة والقياس أن «لا يحقق العقل العلمي التقدم من خلال اتباع التجربة، بل من خلال تخطي التجربة». يمكن لهذا الافتراض الميتافيزيقي التأثير في التنظير العلمي كما قال جون واتكينز في أهم إسهاماته للفلسفة. منذ 1957 «أظهر طرق بعض الأفكار غير القابلة للقياس وبالتالي –طبقا لأفكار بوبر- تكون الافتراضات غير التجريبية مؤثرة في تطوير نظريات علمية قابلة للقياس. مثلت هذه النتائج العميقة في المنطق الأولي التطبيقي عملية إصلاحية هامة لطرق التدريس الإيجابية عن انعدام معنى ما وراء الطبيعة وعن الادعاءات القياسية». ادعي إمري لاكاتوس أن لكل النظريات العلمية قلبا ميتافيزيقيا صلبا ضروريا لجيل الأطروحات والافتراضات النظرية. من هنا –طبقًا للاكاتوس- «ترتبط التغيرات العلمية بثورات ميتافيزيقية جامحة وواسعة».
مثال من أحياء نظرية لاكتوس: جادل ديفيد هول أن التغيرات في الحالة الوجودية لمفهوم الأنواع كانت مركزية في تطور التفكير البيولوجي من أرسطو وحتى كوفييه ولامارك وداروين. جعل جهل داروين بما وراء الطبيعة الرد على منتقديه أكثر صعوبة لأنه لم يتمكن ببساطة من استيعاب الطرق التي اختلفت آراؤهم الميتافيزيقية عن آرائه.
في الفيزياء، ظهرت أفطار ميتافيزيقية جديدة مرتبطة بميكانيكا الكم، حيث أن الجسيمات دون الذرية لا تمتلك نفس نوع الفردية مثل المحددات التي اهتم بها الفلاسفة تقليديا. أيضا أدى التمسك بما وراء الطبيعة الحتمية في وجه التحدي الذي نتج عن مبدأ عدم التأكد في ميكانيكا الكم إلى اقتراح الفيزيائيين مثل ألبيرت أينشتاين نظريات بديلة تحمل فكرة الحتمية. يشتهر ألفريد نورث وايتهيد بخلقه عملية فلسفية ميتافيزيقية مستوحاة من الإلكترومغناطيسية ونظرية النسبية الخاصة.
في الكيمياء تحدث جيلبيرت نيوتن لويس عن طبيعة الحركة، حيث جادل أنه يجب ألَّا نقول أن الإلكترون يتحرك في حين أنه لا يمتلك أيًا من خواص الحركة.
لاحظت كاثرين هولي أن ما وراء الطبيعة حتى لنظرية علمية مقبولة قد تواجه بعض التحديات إذا أمكن الجدال أن الافتراضات الميتافيزيقية للنظرية لا تساهم في نجاحها التنبؤي.

## رفض ما وراء الطبيعة
اقترح بعض الأشخاص أنه يجب رفض معظم أو كل ما وراء الطبيعة. في القرن الثامن عشر، أخذ ديفيد هيوم موقفًا متطرفًا، مجادلاً أن كل العلوم الحقيقية تحتوي إما على الرياضيات أو مفاهيم الحقيقة، وأن ما وراء الطبيعة –التي تتخطى ذلك- لا قيمة لها. أنهى هيوم كتابه تساؤلات بخصوص الفهم الإنساني بتعبيره:
«إذا أخذنا في أيدينا أي جزء من القداسة أو مدرسة ما وراء الطبيعة على سبيل المثال فيجب علينا أن نسأل: هل تحتوي على أي تبرير مجرد بخصوص الكمية أو العدد؟ لا. هل تحتوي على أي تبرير تجريبي بخصوص مفاهيم الحقيقة أو الوجود؟ لا. إذا ألق بها في النيران لأنها لا يمكن أن تحتوي إلا على سفسطة ووهم.»
بعد ثلاثين سنة من تساؤلات هيوم، نشر إيمانويل كانط كتابه نقد العقل المحض. على الرغم من أنه اتبع هيوم في رفضه لمعظم ما وراء الطبيعة، إلا أنه قال بإمكانية وجود بعض التمييز التحليلي الاصطناعي المهتم بأمور الواقع والمستقل عن التجربة. تضمن ذلك الهياكل الأساسية للمكان والزمان والسببية. تحدث كانط أيضًا عن حرية الإرادة وعن وجود «الشيء في ذاته» وعن أشياء التجربة العليا.
قدم فتجنشتاين مفهوم أن ما وراء الطبيعة يمكن أن تتأثر بنظريات الجمال عن طريق المنطق في عالم مكون من «الحقائق الذرية».
في الثلاثينيات، أكد ألفرد آير ورودولف كارناب على موقف هيوم، حيث اقتبس كارناب الفقرة السابقة. جادل كل منهما على أن العبارات الميتافيزيقية ليست صحيحة وليست خاطئة بل ليس لها معنى لأن العبارة –طبقًا لكتابهم نظرية التحقق من المعنى- لا يكون لها معنى فقط إذا كان هناك دليل تجريبي في صالحها أو ضدها. لذلك في حين رفض آير واحدية سبينوزا، تجنب الالتزام بالجمعية –الموقف المضاد- عن طريق قوله أن كلا من الرأيين ليس لهما معنى. اتبع كارناب طريقا مماثلاً في الخلاف حول حقيقة العالم الخارجي. في حين يمكن اعتبار حركة الإيجابية المنطقية ميتة حاليًا، إلا أنه استمرت في التأثير على تطور الفلسفة.
جادل الفيلسوف إدوار فيسر ضد هذا الرفض، حيث لاحظ أن نقد هيوم لما وراء الطبيعة -وخاصة شوكة هيوم- على حد تعبيره «تدحض نفسها علانية». يجادل فيسر أن شوكة هيوم نفسها ليست حقيقة ذهنية كما أنها غير قابلة للاختبار التجريبي.
جادل بعض الفلاسفة الأحياء –أمثال إيمي توماسون- أن كثيرًا من الأسئلة الميتافيزيقية يمكن تحليلها بمجرد النظر على طريقة استخدامنا للكلمات، بينما جادل آخرون –أمثال تيد سيدر- أن الأسئلة الميتافيزيقية جوهرية، وأنه بإمكاننا تحقيق تقدم حقيقي نحو إجابة هذه الأسئلة من خلال مقارنة النظريات طبقًا لحيز من المزايا النظرية المستوحاة من العلم، مثل التبسيط وقوة الشرح.

## الاشتقاق
كلمة «ميتافيزيقا» مشتقة من الكلمات اليونانية μετά (ميتا وتعني "خلف" أو "بعد) وكلمة φυσικά (فيزيكا وتعني "فيزياء"). استُخدمت لأول مرة كعنوان للعديد من أعمال أرسطو، لأنها غالبًا ما كانت توضع بعد أعماله على الفيزياء في الأعمال الكاملة. لذا فإن السابقة ميتا تشير إلى أن هذه الأعمال تأتي "بعد" فصول الفيزياء. إلا أن أرسطو نفسه لم يسمي مواضيع هذه الكتب ميتافيزيقا، بل أشار إليها على أنها "فلسفة أولى". يُعتقد أن محرر أعمال أرسطو أندرونيقوس الرودسي هو من وضع كتب الفلسفة الأولى بعد الأعمال الأخرى "الفيزياء" وأطلق عليهم τὰ μετὰ τὰ φυσικὰ βιβλία أي "الكتب التي تأتي بعد كتب الفيزياء". أخطأ العلماء اللاتينيون بعد ذلك في فهمها واعتقدوا أنها تعني "علم ما وراء الفيزياء".
إلا أنه بمجرد وضع الاسم، سعى المعلقون إلى إيجاد أسباب داخلية ليكون مناسبًا. على سبيل المثال، فُهمت على أنها تعني «علم العالم ما وراء الطبيعة» أو العالم الروحي المعنوي. من جديد فُهمت على أنها تشير إلى الترتيب الزمني أو التربوي بين دراساتنا الفلسفية، لكي تعني العلوم الميتافيزيقية «العلوم التي ندرسها بعد إتقان العلوم التي تتعامل مع العالم الفيزيائي».
يُطلق على الشخص الذي يدرس ما وراء الطبيعة (الميتافيزيقيا) اسم ميتافيزيقي.
يستخدم الحديث الشائع أيضًا كلمة «ميتافيزيقا» في مراجع مختلفة من الموجودة في هذا المقال، خاصة في بعض الاعتقادات الاعتباطية غير الفيزيائية أو الكينونات الخارقة للطبيعة. على سبيل المثال، يشير «الشفاء الميتافيزيقي» إلى الشفاء من خلال طرق الشفاء السحرية أو الخارقة للطبيعة بدلا من الطرق العلمية. استأصل هذه الاستخدام من المدارس التاريخية المختلفة للميتافيزيقا التأملية والتي عملت من خلال افتراض كل طرق الكينونات الفيزيائية والعقلية والروحية كأسس لأنظمة ميتافيزيقية معينة. لا تحول الميتافيزيقا كمادة دون الاعتقاد في مثل هذه الكينونات السحرية ولكنها أيضًا لا تدعمها. بالأحرى، الموضوع الذي يمد الكلمات والمنطق بمثل هذه الاعتقادات هو ما قد يُحلل ويُدرس، على سبيل المثال من أجل البحث عن التناقضات سواء في بينها أو بين الأنظمة المقبولة الأخرى مثل العلم.

## تاريخ ومدارس ما وراء الطبيعة

### ما قبل التاريخ
يقترح علم الآثار المعرفي المتمثل في تحليل رسومات الكهوف وفنون ما قبل التاريخ أن شكلاً من أشكال الفلسفة الخالدة أو الميتافيزيقانية الشامانية قد امتد منذ نشأة الحداثة السلوكية، في بقاع العالم أجمع. كما توجد معتقدات مماثلة في ثقافات «العصر الحجري» المستمرة للحاضر مثل التي عند السكان الأصليين الأستراليين. تفترض الفلسفة الخالدة وجود عالم للروح أو للمعنى جنبًا إلى جنب مع عالم الحاضر اليومي ويحدث تواصل بين العالمين من خلال أحلام وطقوس أو في أيام خاصة أو في أماكن خاصة. وقد أثير جدل أن الفلسفة الخالدة وضعت حجر الأساس للأفلاطونية، فالأفلاطونية لم تخلق بل عبرت عن الكثير من المعتقدات القديمة المشهورة.

### العصر البرونزي
طورت ثقافات العصر البرونزي مثل بلاد ما بين النهرين القديمة ومصر القديمة (جنبًا إلى جنب مع ثقافات مماثلة في وقت لاحق مثل المايا والأزتيك) نظام معتقدات مبني على الأساطير والآلهة المجسمة وثنائية العقل والجسد وعلم الأرواح، طورت هذا النظام بهدف تفسير ظواهر الكون. وكانت هذه الثقافات مهتمة بالفضاء وقد تكون توصلت لبعض النجوم باستخدام هذه الوسائل. في الثقافة المصرية القديمة، الاختلاف الوجودي بين كلمتي ترتيب «مآت» وفوضى «إسفت» كان مفصليًا.

### اليونان ما قبل سقراط
كان أول فيلسوف ذكر اسمه - كما ذكر أفلاطون - طاليس من مليتيس في القرن السادس قبل الميلاد. وقد استخدم الشروح الفيزيائية البدائية لتفسير وجود العالم بدلا، من استخدام الأساطير والتفسيرات السماوية التقليدية. اعتقد طاليس أن الماء هو الجوهر الأساسي للعالم المادي. افترض تلميذاه الشابان المليتيسيان أنكسماندر وأنكسمينيز جوهران أساسيان محددان وهما الأبيرون - اللامحدود - والهواء على التوالي.
أما المدرسة الإيلية فكانت مدرسة أخرى في جنوب إيطاليا، تأسست في أوائل القرن الخامس قبل الميلاد من قِبَل بارمنيدس وقد ضمت زينو من إيليا وميليسوس من ساموس. عامةًَ كان الإيليون عقلانيون واتخذوا معايير منطقية للوضوح والضرورة لتكون معايير للحقيقة. كانت عقيدة بارميندس الأساسية هي أن الواقع كيان واحد لا يتغير. في مفارقاته استخدم زينو برهان الخلف لإثبات الطبيعة الزائفة للتغير والوقت.
على النقيض جعل هيراقطاليس من إيفيسوس من التغير عاملاً مركزيًا قائلاً بأن «كل شيء يسري». كانت فلسفته الموجزة غامضة بعض الشيء فعلى سبيل المثال، اعتقد هيراقطاليس بوحدة المتناقضات.
اشتهر ديموقريطوس ومعلمه ليوكيبوس بصياغتهما لنظرية ذرية للكون. وقد اعتبروا رواد المنهج العلمي.

### الصين الكلاسيكية
يمكننا اقتفاء أثر الميتافيزيقا في الفلسفة الصينية رجوعًا إلى المفاهيم الفلسفية المبكرة في أسرة تشو مثل تيان «السماء» ويِن ويانج. وقد شهد القرن الرابع قبل الميلاد تحولاً في علم الكونيات مع ارتفاع الطاوية وقد نُظِر للعالم الطبيعي كعالم ديناميكي وذي عمليات متغيرة متكررة تنشأ بتلقائية عن مصدر واحد ملازم للعالم وهو (الطاو). حينها ظهرت مدرسة أخرى في الأرجاء وهي مدرسة المذهب الطبيعي والتي رأت أن العنصر الميتافيزيقي المطلق هو التاي تشي وهو (القطبية السامية) المكونة من قوتي اليين واليانغ واللتان تكونان دومًا في حالة تغير رغبة في الوصول للاتزان. أولت أيضًا ما وراء الطبيعة الصينية وخاصة الطاوية اهتمامًا لطبيعة العلاقة بين العاقل وغير العاقل. رأى الطاويون أن الطاو - المطلق - يعتبر غير عاقل وبلا وجود. كما وجدت مفاهيم هامة أخرى متعلقة بالنشوء/التولد التلقائي أو النماء الطبيعي (زيران) والرنين المترابط (جانيج).
بعد سقوط أسرة هان 200 بعد الميلاد، شهدت الصين صعود مدرسة الطاوية الجديدة. كانت لهذه المدرسة أثر كبير في تطوير مفاهيم الميتافيزيقة الحديثة الصينية. دخلت الفلسفة البوذية المدرسة الصينية في القرن الأول الميلادي وتأثرت بالمفاهيم الميتافيزيقية الصينية الأولية لتطور نظريات جديدة. حافظت مدرستي تيانتاي وهواين الفلسفيتين النظريات الهندية سونياتا (الفراغ) وطبيعة بوذا (فوشينج) إلى نظرية تداخل الظواهر وأعادت تفسيرها. وتأثرًا بالمدراس الأخرى طور الكونفشيون الجدد أمثال زانج زيي مفاهيم المصدر (il) والطاقة الحيوية (qi).

### سقراط وأفلاطون
عرف سقراط بجدليته أو بتساؤلاته نحو الفلسفة أكثر مما عرف بتوجه إيجابي ميتافيزيقي. تلميذه الصغير أفلاطون اشتهر بنظرية عالم المثل (والتي قالها على لسان سقراط في حواراته). الواقعية الأفلاطونية - والتي تعد شكلاً من أشكال المثالية - تعتبر حلاً لمسألة العموميات على سبيل المثال ما هي الخصائص المشتركة للأشكال التي تجعلها تتخذ نفس الشكل؟
للنظرية محاور أخرى على سبيل المثال:
- معرفيٌا: معرفة الأشكال أكثر من مجرد بيانات حسية.
- أخلاقيًا: أشكال الخير تشكل في النهاية معيارًا موضوعيًا للفضيلة.
- الوقت والتغير: عالم الأشكال أبدي وثابت، الوقت والتغير ينتميان فقط لعالم المحسوسات الأدنى «الوقت هو صورة متحركة للأبد».
- الكائنات المجردة والرياضيات: الأرقام، الأشكال الهندسية وما إلى ذلك موجود بشكل مستقل في عالم الأشكال.
تطورت الأفلاطونية إلى الأفلاطونية الجديدة وهي فلسفة بنكهة توحيدية روحانية والتي جعلت تبقى في ظل العصر المسيحي المبكر.

### أرسطو
كتب تلميذ أفلاطون في كل الموضوعات تقريبًا بما في ذلك الميتافيزيقا، وتعارض حله لمسألة العموميات مع أفلاطون، فبينما يرى أفلاطون أن الأشكال موجودة ظاهريًا في العالم المرئي يرى أرسطو الجوهر في الخواص. الإمكانات والواقعية هي مبادئ ثنائية التي استخدمها أرسطو في أعماله الفلسفية لتحليل الحركة والعلِّية وغيرها من القضايا.
النظرية الأرسطية للحركة والعلِّية تنقسم إلى علل أربع وهي المادية والصورية والفعالية والغائية